# Bandobras Tuk
Bandobras "Rjoveči" Tuk je bil sin Thaina Ajzemgrema III iz Tukove linije. Bil je slaven zaradi svoje neverjetne velikost (za hobitska merila). Visok je bil šest pednjev in pol (hobiti običajno zrastejo od pet pednjev in pol do šestih pednjev) in je lahko jahal konja.

## Zgodovina
Bandobras je bil slaven zaradi zmage proti goblinom, ki so leta 2747 Tretjega veka v Bitki na Zelenih poljanah napadli Šajersko. Z leseno gorjačo je iz konja odbil glavo Golfimbulu, goblinskemu kralju. Ta glava je letela po zraku 100 metrov daleč, in priletela natančno v zajčjo luknjo - tako je bil izumljen golf.

## Družinsko drevo
Bandobrasov oče je bil Ajzengrem III., ded (oče Ajzengrema III.) pa je bil Ajzengrem II.. Imel je tudi brata Ferumbrasa II., ki je imel sina Fortinbrasa I.. Bandobras je imel tudi mnogo potomcev.

## Izvor imena
Bandobras v germanskih jezikih pomeni trak na rokavu.

## Druge različiceLegendariuma
V izdajah pred 50. obletnico Gospodarja prstanov je Bandobrasov oče imenovan Ajzengrem II. To je temeljilo na prejšnji različici Tukovega družinskega drevesa, vendar ni bilo nikoli popravljeno.